# Senna candolleana
Senna candolleana, alcaparra o quebracho es un arbusto usado como planta ornamental con flores dentro de la subfamilia Caesalpinioideae.

## Distribución y hábitat
Senna candolleana es endémica de Chile. Se distribuye desde la Región de Coquimbo hasta la Región del Libertador General Bernardo O'Higgins. Crece en valles interiores hasta altitudes que llegan a  los 700 m s. n. m..

## Descripción
Es un arbusto que, naturalmente alcanza una altura de 1 - 5 metros. De copa redondeada y follaje denso, con forma globosa y hojas gruesas, semicoriáceas compuestas de 6 o 7 pares de folíolos y de 10 cm de largo. Las flores son llamativas, de un color amarillo, reunidas en inflorescencias (Corimbo), con floración desde el invierno hasta comienzos del verano. El fruto es una legumbre angosta, larga e indehiscente, con las semillas separadas por tabiques. Su maduración se produce en otoño. 

## Usos
Tiene un gran valor ornamental, por sus llamativas flores. Se utiliza para dar sombra a ganado.

## Galería de imágenes

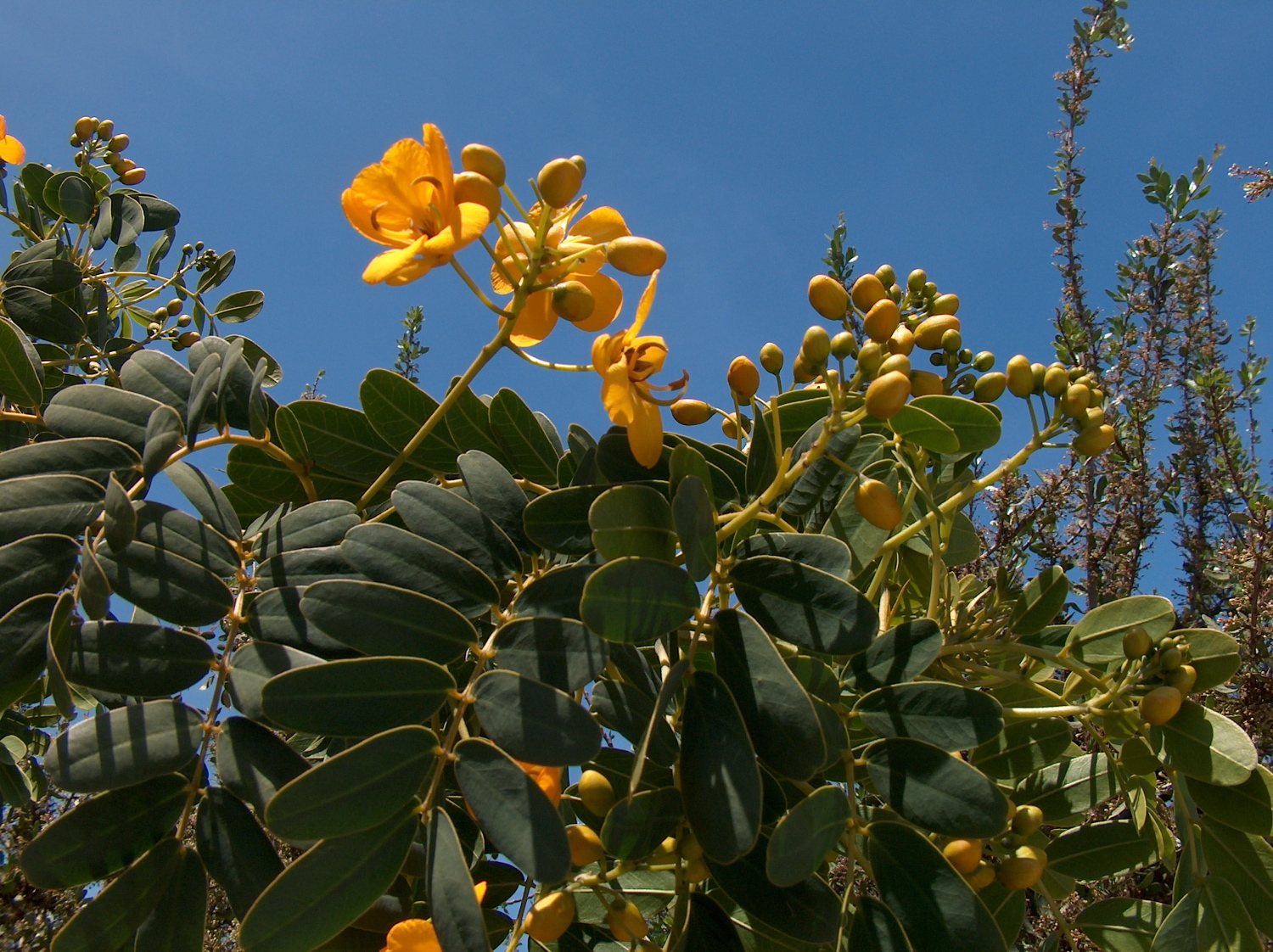
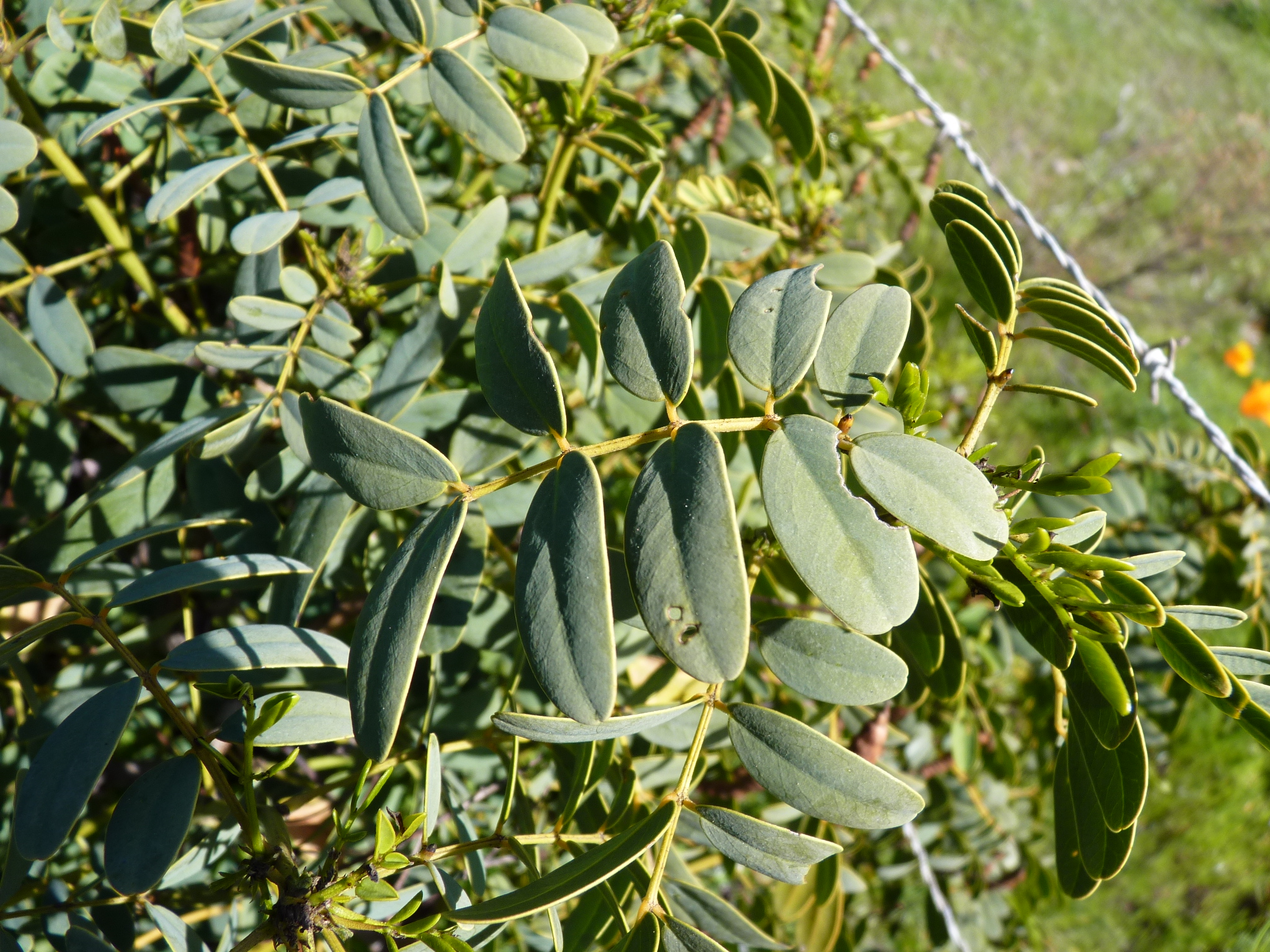
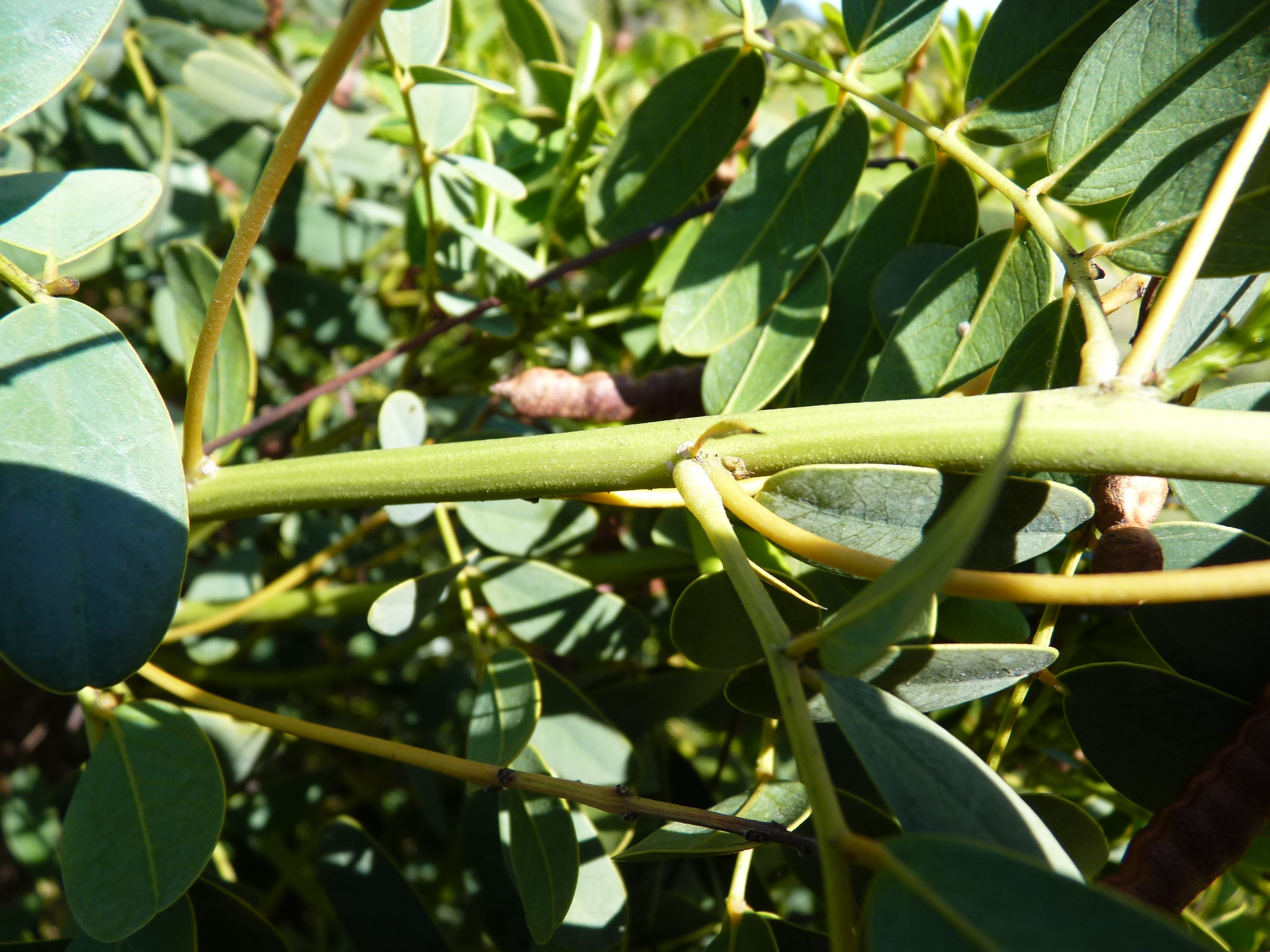